# Irish Land Commission
Die Irish Land Commission („Irische Landkommission“) wurde 1881 durch den Irish Land Act im damals britisch beherrschten Irland mit dem Ziel gegründet, die Pachtzinsen, die die irischen Bauern an die Landlords zu zahlen hatten, zu kontrollieren und ggf. festzusetzen.
Später ging die Kommission dazu über, Land von den Landlords zu kaufen und an die ansässigen Bauern zu transferieren. Mit diesem Schritt wollte die britische Regierung die Bauern besänftigen und die Unterstützung für nationalistische irische Bewegungen (für die Unabhängigkeit Irlands von Großbritannien) schwächen. In diesem Zusammenhang wurden ca. 55.000 km2 Land überführt.
Durch den Land Law (Commission) Act im Jahr 1923 wurde die Kommission neu gestaltet. Erst 1983 beendete die Kommission den Kauf von Land und brachte damit die Landreform in Irland zu einem Ende. Die Kommission wurde am 31. März 1999 durch den Irish Land Commission (Dissolution) Act aus dem Jahr 1992 aufgelöst, und die meisten Verbindlichkeiten gingen auf das Landwirtschaftsministerium über.
In ihrer langen und im Allgemeinen auch erfolgreichen Geschichte war die Kommission nicht immer unumstritten. Vor allem die Aufteilung größerer Ländereien in kleine, zuweilen unwirtschaftliche Parzellen ist umstritten. Auch die Zerstörung von Residenzen der Landlords (z. B. Monellan Castle und Shanbally Castle) auf Anordnung der irischen Regierung wird heftig kritisiert.